# 萨瓦·安蒂奇
萨瓦·安蒂奇（羅馬化：Sava Antić，1930年3月1日—1998年7月26日），塞尔维亚男子足球运动员，司职前锋。他曾代表南斯拉夫国奥队参加1956年夏季奥林匹克运动会足球比赛，获得一枚银牌。